# Paracapnia ensicala
Paracapnia ensicala är en bäcksländeart som först beskrevs av Jewett 1962.  Paracapnia ensicala ingår i släktet Paracapnia och familjen småbäcksländor. Inga underarter finns listade i Catalogue of Life.